# Vysílač Barák
Vysílač Barák se nachází na stejnojmenném vrchu v nadmořské výšce 706 m n. m. Svým vysíláním pokrývá velké území okresu Klatovy. Vysílač patří společnosti České Radiokomunikace.
Kromě rozhlasového vysílače a ostatních radioreléových spojů jsou zde umístěny i základnové stanice (BTS) mobilního operátora Vodafone.

## Vysílané stanice

### Rozhlas
Z vrchu Barák jsou vysílány následující rozhlasové stanice:
|    | Stanice         | Kmitočet  | Výkon (ERP) | Polarizace   |
| -- | --------------- | --------- | ----------- | ------------ |
| FM | ČRo Radiožurnál | 99,8 MHz  | 10 kW       | horizontální |
| FM | ČRo Plzeň       | 102,4 MHz | 10 kW       | horizontální |

Z vysílače se šíří i digitální rozhlas DAB+:
|      | Multiplex   | Kanál | Kmiotčet    | Výkon (ERP) | Polarizace |
| ---- | ----------- | ----- | ----------- | ----------- | ---------- |
| DAB+ | ČRa DAB+ CZ | 11B   | 218,640 MHz | 10 kW       | vertikální |

## Ukončené vysílání

### Analogová televize
Vypínání probíhalo 28. února 2010.
| Vypnuto   | Stanice | Kanál | Kmitočet   | Výkon (ERP) | Polarizace   |
| --------- | ------- | ----- | ---------- | ----------- | ------------ |
| únor 2010 | ČT1     | 22    | 479,25 MHz | 100 kW      | horizontální |
| únor 2010 | ČT2     | 58    | 767,25 MHz | -           | horizontální |
| únor 2010 | TV Nova | 6     | 175,25 MHz | 1,6 kW      | horizontální |